# Bătălia de la Jiliște
Bătălia de la Jiliște a avut loc între oastea domnitorului Moldovei Ioan Vodă cel Cumplit, și armata pretendentului la tron, Petru Șchiopul, susținut de fratele său, domnul muntean, Alexandru al II-lea Mircea, precum și de trupele otomane. 

## Context
Intrigile domnului Munteniei Alexandru al II-lea la Poartă, care urmărea înscăunarea pe tronul Moldovei a fratelui său, Petru Șchiopul, susținute cu daruri bogate (100.000 galbeni) marelui vizir Mehmed Sokollu au înrăutățit relațiile sultanului Selim al II-lea cu Ioan-Vodă al Moldovei. Sultanul cere principelui Transilvaniei și pașei de Buda să împiedice refugierea domnului Moldovei pe teritoriul lor și pregătește schimbarea chiar și forțată a domniei în Moldova.
Grigore Ureche, consemna: 
|  | Domnul, văzând primejdia, strângându țara, cere tuturor să-l ajute în greaua încercare. Toț cei prezențî cu glas mare strigară că lângă dânsul vor pieri. |

Astfel, Ioan vodă a reușit să strângă o „armată mare de băștinași și locuitori ai granițelor care vin din toate părțile” (raportul trimisului austriac la Poartă): 20.000 de pedestrași (formați din răzeși, stăpâni de ocini), 10.000 de călăreți (steagurile de curteni și boierești), la care se adaugă cei 1.200 de cazaci, conduși de hatmanul Sverceavski.

## Desfășurare
Ioan Vodă a înaintat pe direcția Iași – Vaslui – Bârlad – Tecuci – Focșani. Avangarda oștii sale în frunte cu vornicul Țării de Jos, Dumbravă și a lui Svîrhovskîi, cam 5–6.000 călăreți, a învins în seara zilei de 23 aprilie „straja” munteană, lângă tabăra otomană. Ioan-Vodă atacă masiv în dimineața zilei de 24 aprilie, iar surpriza atacului este atât de mare, încât a urmat un mare măcel. Domnul Munteniei Alexandru II-lea era să-și piardă capul, iar fratele său Petru Șchiopul a fugit în timpul luptei.

## Urmări
Cei doi frați au scăpat cu greu, domnul muntean s-a retras la Târgul de Floci, iar Petru la Brăila, așteptând întăriri. Un corp de oaste, condus de vornicul Dumbravă, înaintează spre București, unde-l instalează pe fiul lui Pătrașcu cel Bun, Vintilă Vodă. Ioan vodă asediază Brăila, cucerind orașul, dar fără cetate. O oaste otomană, venită să restabilească situația, este nimicită în Bugeac, orașul Tighina este ars și o altă oaste otomano-tătară este zdrobită la răsărit de Nistru. Această îndrăzneală a domnului mazilit întrece orice măsură, de aceea conducătorii otomani din zonă inițiază o expediție de pedepsire a acestuia, încheiată tragic pentru Domnul Moldovei în bătălia de la Cahul.